# Coordenadas de la recta

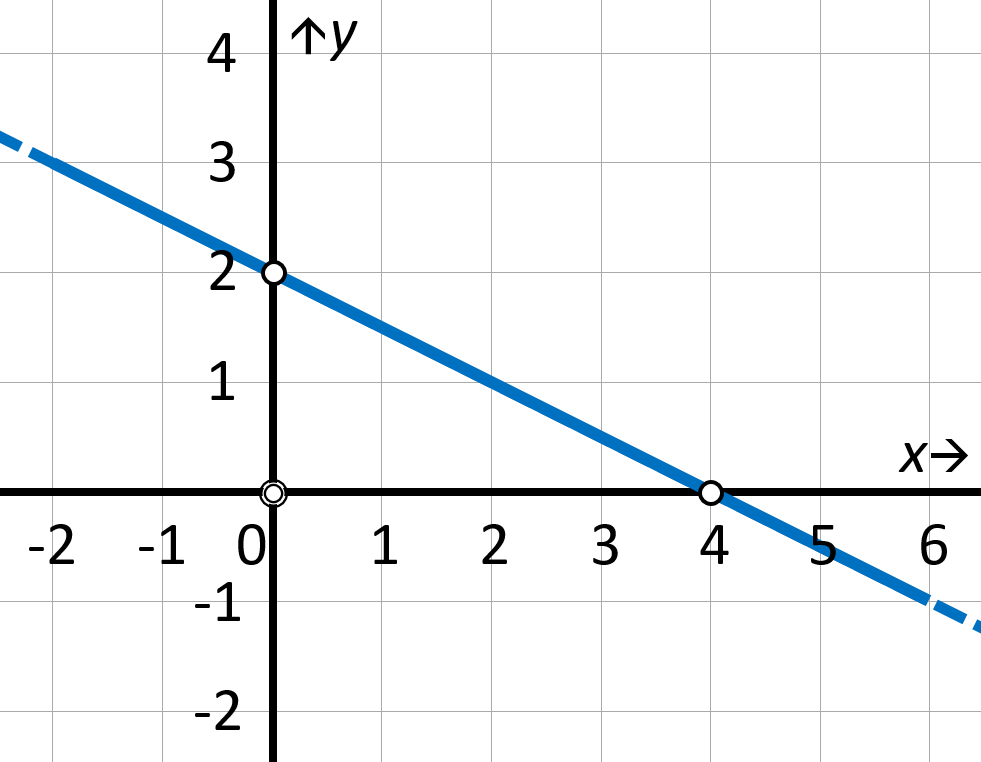
Representación de una recta sobre el plano que corta al eje x en el punto (4,0) y al eje y en el punto (0,2):
-La ecuación de esta recta puede expresarse de :0distintas formas:
- Expresión en coordenadas cartesianas: y = 2 - x/2
- Expresión en coordenadas de la recta: -1/4 x - 1/2 y + 1 = 0

En geometría, las coordenadas de la recta se utilizan para especificar la posición de una recta, de forma análoga a las coordenadas que se usan para especificar la posición de un punto.

## Rectas en el plano
Hay varias formas posibles de especificar la posición de una recta en el plano. Una forma simple es mediante el par (m, b) donde la ecuación de la recta es:
y = mx + b.
Aquí m es la pendiente y b es el corte con el eje y. Este sistema especifica coordenadas para todas las rectas que no son verticales. Sin embargo, es más común y más simple utilizar algebraicamente las coordenadas (l, m) donde la ecuación de la recta es:
lx + my + 1 = 0
Este sistema especifica coordenadas para todas las rectas excepto para aquellas que pasan por el origen. Las interpretaciones geométricas de l y de m son los recíprocos negativos del corte con el eje x y el corte con el eje y respectivamente.
La exclusión de líneas que pasan por el origen se puede resolver utilizando un sistema de tres coordenadas (l, m, n) para especificar la recta con la ecuación:
lx + my + n = 0
Aquí l y m no pueden ser ambos 0. En esta ecuación, solo las relaciones entre l, m y n son significativas, en otras palabras, si las coordenadas se multiplican por un escalar distinto de cero, la recta representada permanece siendo la misma. Entonces (l, m, n) es un sistema de coordenadas homogéneas para cualquier recta dada.
Si los puntos en el plano proyectivo real están representados por coordenadas homogéneas (x, y, z), la ecuación genérica de la recta es 
lx + my + nz = 0
de forma que (l, m, n) ≠ (0,0,0). En particular, las coordenadas (0, 0, 1) representan la recta
z = 0
que es la recta del infinito en el plano proyectivo. Las coordenadas de la recta (0, 1, 0) y (1, 0, 0) representan los ejes x e y respectivamente.
De forma simplificada:
- El parámetro n indica si una recta pasa por el origen de coordenadas o no (vale 0 si pasa por el origen, y 1 si no pasa)
- Cuando los parámetros l o m valen 0, se pueden asimilar a la condición de un valor infinito de la distancia desde el origen al punto de corte con el eje correspondiente. Por ejemplo, cuando l=0, se tiene una recta horizontal (que corta el eje x en el infinito); y cuando m=0 se tiene una recta vertical (que corta el eje y en el infinito).

## Ecuaciones tangenciales
Así como la ecuación
f (x, y) = 0
puede representar una curva como un subconjunto de los puntos en el plano, la ecuación
φ (l,  m) = 0
representa un subconjunto de rectas en el plano. En un sentido abstracto, el conjunto de las rectas del plano puede ser considerado como el conjunto de puntos en un plano proyectivo, el dual del plano original. La ecuación
φ (l, m) = 0
representa una curva en el plano dual.
Para una curva
f (x, y) = 0
en el plano, las rectas tangentes a la curva forman una curva en el espacio dual, denominada curva dual. Si 
φ (l, m) = 0
es la ecuación de la curva dual, entonces también se llama ecuación tangencial de la curva original. Esta ecuación representa una curva en el plano original, determinada como envolvente de las líneas que la satisfacen.
Del mismo modo, si
φ (l, m, n)
es una función homogénea, entonces
φ (l, m, n) = 0
representa una curva en el espacio dual dada en coordenadas homogéneas, y puede llamarse la ecuación tangencial homogénea de la curva envolvente.
Las ecuaciones tangenciales son útiles en el estudio de curvas definidas como envolventes, al igual que las ecuaciones cartesianas son útiles en el estudio de curvas definidas como lugares geométricos.

## Ecuación tangencial de un punto
Una ecuación lineal en coordenadas de la recta tiene la forma
al + bm + c = 0
donde a, b y c son constantes. Suponiendo que (l, m) es una recta que satisface esta ecuación, si c no es 0, entonces 
lx + my + 1 = 0
donde x = a/c e y = b/c, por lo que cada recta que satisfaga la ecuación original pasa por el punto (x, y). Por el contrario, cualquier recta que pase por (x, y) satisface la ecuación original, por lo que
al + bm + c = 0
es la ecuación de un conjunto de rectas (x, y). Para un punto dado (x, y), la ecuación del conjunto de rectas que pasan por él es :lx + my + 1 = 0
por lo que esto se puede definir como la ecuación tangencial del punto. De forma similar, para un punto (x, y, z) dado en coordenadas homogéneas, la ecuación del punto en coordenadas tangenciales homogéneas es
lx + my + nz = 0.

## Fórmulas
La intersección de las rectas
(l1, m1) y (l 2, m2) es la solución a las ecuaciones lineales
{\displaystyle l_{1}x+m_{1}y+1=0}
{\displaystyle l_{2}x+m_{2}y+1=0.}
Por la regla de Cramer, la solución del sistema anterior es
{\displaystyle x={\frac {m_{1}-m_{2}}{l_{1}m_{2}-l_{2}m_{1}}},\,y=-{\frac {l_{1}-l_{2}}{l_{1}m_{2}-l_{2}m_{1}}}.}
Las rectas
(l1, m1)
(l2, m2)
(l3, m3)
son concurrentes cuando se anula el determinante
{\displaystyle {\begin{vmatrix}l_{1}&m_{1}&1\\l_{2}&m_{2}&1\\l_{3}&m_{3}&1\end{vmatrix}}=0.}
En coordenadas homogéneas, la intersección de las rectas
(l1, m1, n1)
(l2, m2, n2)
es
{\displaystyle (m_{1}n_{2}-m_{2}n_{1},\,l_{2}n_{1}-l_{1}n_{2},\,l_{1}m_{2}-l_{2}m_{1}).}
Las rectas
(l1, m1, n1)
(l2, m2, n2)
(l3, m3, n3)
son concurrentes cuando se anula el determinante
{\displaystyle {\begin{vmatrix}l_{1}&m_{1}&n_{1}\\l_{2}&m_{2}&n_{2}\\l_{3}&m_{3}&n_{3}\end{vmatrix}}=0.}
Dualmente, las coordenadas de la recta que contiene
(x1, y1, z1)
(x2, y2, z2)
son
{\displaystyle (y_{1}z_{2}-y_{2}z_{1},\,x_{2}z_{1}-x_{1}z_{2},\,x_{1}y_{2}-x_{2}y_{1}).}

## Líneas en el espacio tridimensional
Para dos puntos dados en el plano proyectivo real
(x1, y1, z1)
(x2, y2, z2)
los tres determinantes
{\displaystyle y_{1}z_{2}-y_{2}z_{1},\,x_{2}z_{1}-x_{1}z_{2},\,x_{1}y_{2}-x_{2}y_{1}}
determinan la recta proyectiva que los contiene.
Del mismo modo, para dos puntos en RP3
(x1, y1, z1, w1)
(x2, y2, z2, w2)
la recta que los contiene está definida por los seis factores determinantes
{\displaystyle x_{1}y_{2}-x_{2}y_{1},\,x_{1}z_{2}-x_{1}z_{2},\,y_{1}z_{2}-y_{2}z_{1},\,x_{1}w_{2}-x_{2}w_{1},\,y_{1}w_{2}-y_{2}w_{1},\,z_{1}w_{2}-z_{2}w_{1}.}
Esta es la base para un sistema de coordenadas de la recta homogéneas en un espacio tridimensional, llamadas coordenadas plückerianas. Seis números en un conjunto de coordenadas solo representan una línea cuando satisfacen una ecuación adicional. Este sistema aplica el espacio de las rectas del espacio tridimensional al espacio proyectivo RP5, pero con un requisito adicional, el espacio de las rectas se corresponde con las cuádricas de Klein, que es una variedad de dimensión cuatro.
De manera más general, las líneas en el espacio proyectivo n-dimensional están determinadas por un sistema de n (n - 1)/2 coordenadas homogéneas que satisfacen un conjunto de (n - 2) (n - 3)/2 condiciones, lo que da como resultado una variedad de 2 (n - 1) dimensiones.

## Con números complejos
Isaak Yaglom demostró cómo los números duales proporcionan coordenadas para las rectas orientadas en el plano euclidiano, y los números complejos hiperbólicos forman las coordenadas de la recta para la geometría hiperbólica. Las coordenadas dependen de la presencia de un origen y de una recta de referencia en él. Luego, dada una recta arbitraria, sus coordenadas se encuentran desde la intersección con la recta de referencia. La distancia s desde el origen hasta la intersección y el ángulo θ de inclinación entre las dos rectas toman la forma:
{\displaystyle z=(\tan {\frac {\theta }{2}})(1+s\epsilon )} que es el número dual: 81  para una línea euclidiana, y
{\displaystyle z=(\tan {\frac {\theta }{2}})(\cosh s+j\sinh s)} que es el número complejo hiperbólico: 118  para una recta en el plano de Lobachevski.
Como hay rectas ultraparalelas a la recta de referencia en el plano de Lobachevski, también se necesitan coordenadas: hay una  perpendicular común única, por ejemplo, s es la distancia desde el origen hasta esta perpendicular, y d es la longitud del segmento entre la referencia y la recta dada.
{\displaystyle z=(\tanh {\frac {d}{2}})(\sinh s+j\cosh s)} denota la recta ultraparalela.: 118 
Los movimientos en la geometría lineal se describen con transformaciones fraccionales lineales en los planos complejos apropiados.: 87, 123 